# IC 4655
IC 4655 је група звијезда у сазвјежђу Олтар која се налази на листи објеката дубоког неба у Индекс каталогу.
Деклинација објекта је - 60° 43' 17" а ректасцензија 17h 34m 35,8s.